# Kostelní Hlavno
Kostelní Hlavno település Csehországban, a Kelet-prágai járásban. Kostelní Hlavno Hlavenec, Sudovo Hlavno, Mečeříž és Tuřice településekkel határos. Lakosainak száma 519 fő (2024. január 1.).

## Népesség
A település lakosságának változását az alábbi diagram mutatja:
| Lakosok száma | 609  | 590  | 683  | 493  | 414  | 355  | 487  | 507  | 488  | 519  |
|               | 1869 | 1890 | 1921 | 1950 | 1980 | 2001 | 2017 | 2019 | 2022 | 2024 |